# Edyta Krysiewicz
Edyta Krysiewicz, z d. Łapka(ur. 12 kwietnia 1970 w Krakowie) – polska koszykarka, reprezentantka Polski. Mierzy 164 centymetry. Grała na pozycji rozgrywającej. Żona Jarosława Krysiewicza.

## Kariera sportowa
Jest wychowanką Korony Kraków, w której barwach występowała w rozgrywkach II-ligowych w latach 1984/1992. W rundzie wiosennej sezonu 1992/1993 została zawodniczką Stara Starachowice i w barwach tego klubu debiutowała w ekstraklasie. Jej drużyna nie utrzymała się jednak na tym poziomie rozgrywek, ale powróciła do I ligi w 1994. W latach 1995–1997 występowała w Polonii Warszawa, w latach 1997-1999 w Ślęzy Wrocław, w sezonie 1999/2000 w II-ligowej Kamie Brzeg, w sezonie 2000/2001 w AZS Poznań, w sezonie 2001/2002 ponownie w Ślęzy Wrocław. Z wrocławskim klubem zdobyła jedyny w karierze medal mistrzostw Polski - brązowy w 2002. W sezonie 2002/2003 rozpoczęła grę w Odrze Brzeg, ale po 3 spotkaniach powróciła do Ślęzy, w sezonie 2003/2004 występowała ponownie w Odrze Brzeg, następnie zakończyła karierę, powróciła jednak do gry i w latach 2006-2010 była zawodniczką Tęczy Leszno, a także wystąpiła w meczach reprezentacji Polski w eliminacjach do mistrzostw Europy w 2009.